# Uku Suviste
Uku Suviste (né le 6 juin 1982 à Võru, Estonie) est un auteur-compositeur-interprète, pianiste et producteur de musique estonien. Il devait représenter l'Estonie au Concours Eurovision de la chanson 2020 à Rotterdam, aux Pays-Bas, avant l'annulation du concours en raison de la pandémie de Covid-19. Cependant, il participe de nouveau à la sélection nationale estonienne qu'il remporte pour la deuxième année consécutive. Ainsi il représentera l'Estonie au Concours Eurovision de la chanson 2021 à Rotterdam, aux Pays-Bas avec sa chanson The Lucky One.

## Éducation
Uku Suviste commence ses études à l'âge de six dans une classe spécialisée en musique à Tallinn. Il est, dans le même temps, également membre de la chorale de garçons de Tallinn. En 1997, il est diplômé de l'école de musique et spécialisé en piano.   
En 2001, il est admis à l'Estonian Information Technology College. Il en sort, quatre ans plus tard, diplômé en spécialité administrateur de systèmes informatiques. Pendant un an et demi à partir de 2006, il étudie au Berklee College of Music de Boston, dans le Massachusetts, se spécialisant en chant, en écriture contemporaine et en production musicale,.

## Carrière musicale
Uku Suviste participe à plusieurs reprises au concours Uno Naissoo, pour jeunes chanteurs et compositeurs. En 2004, sa chanson Never Have To y reçoit un prix spécial. L'année suivante, il compose la chanson Sõbrad, qui y termine 2e. Enfin, en 2008, la chanson Refreshing, dont il est co-auteur, remporte la compétition. 
En 2005, Suviste participe au concours de chant estonien Kaks Takti Ette, où il termine 3e. Il obtient par la suite un poste de producteur dans le studio de musique Rockhouse d'Elmar Liitmaa. Cette même année, il sort et produit son premier album intitulé It's Christmas Time. 
En novembre 2008, il collabore avec Birgit Õigemeel, gagnate de l'édition 2007 de Estonian Idol. Ensemble, ils publient l'album Ilus Aeg. Suviste arrange tous les morceaux de l'album et en chante quelques-uns en duo avec Birgit. Pour promouvoir leur album, le duo donne plusieurs concerts. 
En 2010, Suviste participe au plus grand concours de chanson russe, New Wave, terminant à la 3e place,,.
En 2012, il produit, avec le soutien et la coopération des Forces de défense estoniennes et du Ministère estonien de la défense, le clip Võitmatu. Le clip est dédié à tous les soldats qui avaient servi dans les forces armées en Afghanistan et aux familles des militaires. Deux artistes invités font une apparition au début et à la fin de la vidéo pour montrer également leur soutien aux soldats estoniens. Le premier était le lanceur de disque estonien et médaillé d'or olympique Gerd Kanter, et l'autre était Justin Gatlin, sprinter américain et médaillé d'or olympique au 100 mètres. À l'automne 2014, Suviste participe à l'émission de télévision estonienne Sinu Nägu Kõlab Tuttavalt.
En plus de nombreuses apparitions à la télévision, concerts et tournées, il joue sur scène dans plusieurs comédies musicales, notamment Oliver Twist, Chicago et West Side Story. Plus récemment, il a joué Danny dans la production estonienne de Grease. Suviste participe à la 7e saison de la version russe de The Voice en 2018, avec la coach Ani Lorak . Il est éliminé de la compétition en demi-finale. 
Suviste participe également à plusieurs reprises au concours Eesti Laul, utilisé pour sélectionner les représentants de l'Estonie pour l'Eurovision. Pour l'Eesti Laul 2017 il concourt avec la chanson Supernatural, mais est éliminé dès la première demi-finale. Il participe une deuxième fois deux ans en plus tard, en 2019, avec la chanson Pretty Little Liar. Après s'être qualifié en finale, il termine finalement 2e. Il revient une troisième fois en 2020 avec sa chanson What Love Is. Il remporte cette fois-ci la sélection et est ainsi désigné comme le représentant de l'Estonie au Concours Eurovision de la chanson 2020. Cependant, le 18 mars 2020, l'UER annonce l'annulation de l'édition 2020 en raison de la pandémie de Covid-19. Ce même jour, le diffuseur estonien ERR confirme que Suviste ne sera pas automatiquement sélectionné comme représentant estonien pour l'Eurovision 2021. Le diffuseur lui offre cependant une place directe en demi-finale de l'Eesti Laul 2021. Suviste a confirmé son intention d'y participer.
Uku Suviste remporte l'Eesti Laul 2021 et gagne la possibilité de représenter l'Estonie au Concours Eurovision de la chanson 2021 avec sa nouvelle chanson The Lucky One.

## Discographie

### Singles
- It's Christmas Time (2005)
- See on nii hea (2008)
- Love of my life (feat. Grace Taylor) (2009)
- Sind otsides (2009)
- Saatanlik naine (2009)
- Show me the love (2010)
- Isju Tebja (2010)
- Jagatud öö (2011)
- Midagi head (feat. Violina) (2011)
- Võitmatu (2012)
- Valge Lumi (2013), avec Angelica Agurbash
- I wanna be the one(2014), avec Kéa
- Believe, Hawt Leopards feat. Uku Suviste (2015)
- Supernatural (2016)
- Pretty Little Liar (2019)
- What Love Is (2020)
- Müüdud ja Pakitud (2020)
- Torman Tulle (2020)
- The Lucky One (2020)

### Vidéos musicales
- Võitmatu (2012)
- Show me the love (2010)
- Valge Lumi (2013)
- What Love Is (2020)
- Müüdud ja Pakitud (2020)
- The Lucky One (2021)